# アッシュル・ニラリ3世
アッシュル・ニラリ3世（Aššur-nerari III、maš-šur-ERIM.GABA、「アッシュル神は我が助け」）はアッシリアの王（在位：前1203年頃-前1198年頃、または前1193年頃-前1187年頃）。トゥクルティ・ニヌルタ1世の孫であり、『アッシリア王名表』の複数のバージョンでアッシュール・ナディン・アプリの跡を継いで王となったとされる。アッシュル・ナディン・アプリはアッシュル・ニラリ3世のおじ、または父親であり、トゥクルティ・ニヌルタ1世に対する陰謀に参加した人物である。この陰謀の結果トゥクルティ・ニヌルタ1世は殺害された。

## 来歴
『アッシリア王名表』は重要なコピーが3つ（『アッシュル王名表』『コルサバド王名表』『SDAS王名表』）見つかっている。そしてアッシュル・ニラリ3世の父名と前王の名はそれぞれのバージョンで一致しない。『アッシュル王名表』によれば、アッシュル・ニラリ3世はアッシュル・ナディン・アプリの息子であった。そして彼の前の王は『アッシュル王名表』と『コルサバド王名表』では、このアッシュル・ナディン・アプリである。だが、『コルサバド王名表』と『SDAS王名表』は両者ともアッシュル・ニラリ3世の父親をアッシュル・ナツィル・アプリ（Aššur-naṣir-apli、アッシュルナツィルパル）としている。そして『SDAS王名表』のみは前王の名前もアッシュル・ナツィル・アプリである 。3つの王名表のバージョン全てが彼の在位期間について一致しており、実証性に乏しいものの6年間とされている。彼の在位期間は前王の3、4年の短い治世の後に続いており、これは彼が王位に就いたときかなり若かったことと、彼の大宰相（grand vizier）であるイリ・パダの卓越した地位を示しているかもしれない。彼の名前はまた、『アッシリア王名表』の4つ目のバージョンの小さな断片にも登場している。Urad-Šerūaと家族のアーカイブから見つかった借用金の円錐形タブレットと、シリアのテル・タバンから発掘されたタブレットの日付が、即位後の最初の年（即位日の翌年である通年の年）である可能性が高いリンム・アッシュル・ニラリの年である。そして、リンム・アダド・バン・カラ（Adad-bān-kala）の年は恐らくアッシュル・ニラリ3世の治世か、または彼の後継者の治世である。
ある極めて無礼な手紙の断片が大英博物館のクユンジク・コレクションとして保存されている。バビロン王アダド・シュマ・ウツルから二人の支配者、即ちアッシュル・ニラリ3世とイリ・パダに宛てられたもので、彼らは「アッシリアの王」とされている。恐らくイリ・パダが後のアッシリア王ニヌルタ・アピル・エクル（在位：前1182年頃-前1180年）の父であったため、イリ・パダに強化されたステータスを与えるためにこの手紙はコピーされアッシリアのアーカイブで保存された。
トゥクルティ・ニヌルタ1世の別の息子エンリル・クドゥリ・ウツル（IIlil-kudurrī-uṣur、おそらくはアッシュル・ニラリ3世のおじ）が優位を占めたことで、アッシュル・ニラリ3世は完全に、おそらくは暴力的に排除された。彼の大宰相でありアッシリアの「王」の教師かつ同志であったイリ・パダの人生とキャリアはこの時に、あるいはそのすぐ後に終わりを告げたと思われる。この時代の出来事を明らかにすることができるかもしれないアーカイブの記録は利用不能である。主導的な歴史家Itamar Singerは「残念ながら、テル・サビ・アブヤドから（1997年-1998年に）発見された中アッシリア時代の文書を（含む）...それぞれ400枚ほどのタブレットを持つ前13世紀の2つの重要なアーカイブが未だ未公開のままである。」と述べている。

## 記録
1. ↑  Nassouhi list, iii 32: mAš-šur-nērārī mār Aš-šur-nādin-ap[li2] 6 MUmeš; first published by E. Nassouhi AfO 4 (1927) p. 1–11 and pl. 1f; provenance: Assur.
2. ↑  Khorsabad list, iii 23: mAš-šur-nērārī mār m˹Aš-šur˺-nāṣir2-apli 6 MUmeš; first published by I. J. Gelb JNES 13 (1954) 209–230 and pl. XIVf; provenance: Khorsabad.
3. ↑  Small fragment, first published by O. Schroeder KAV 15; provenance: Assur.
4. ↑  KAJ 101 (Urad-serua #55).
5. ↑  TabT05A-191.
6. ↑  Tablet K. 3045 / ABL 924: LUGAL.MEŠ šá KUR aš+šurKI.